# Senta Eichstaedt
Senta Eichstaedt  (* unbekannt; † nach 1929) war eine deutsche Schauspielerin. Eichstaedt drehte zwischen 1913 und 1929 über 20 Stummfilme. Bekannt wurde sie dem Kinopublikum als weiblicher (A1) Detektiv „Miss Nobody“ (A2)

## Leben
Zu den Miss-Nobody-Filmen, mit denen sie zu Beginn ihrer Karriere bekannt wurde, gehören Der schwarze Diamant, (A3) Das Geheimnis von Chateau Richmond, (A4) (A5) und Die Jagd nach der Hundertpfundnote. (A6) Als Detektivin scheute sie – „eindeutig emanzipiert“ – auch keinen Körpereinsatz. Sie „nahm Verfolgungen über Hausdächer auf, überwand mit einem Seil Höhen und Tiefen und verkleidete sich auch schon mal als Mann, um in Kleidungs- und Schuhwerkfragen gleichberechtigte Verfolgerin des Verfolgten zu sein“.
Ihr Partner in der Miss-Nobody-Detektivfilmreihe war Fred Goebel, welcher als Fred Selva-Goebel noch vor Ausbruch des Ersten Weltkriegs Hauptrollen an ihrer Seite spielte. Er war der Vivian Dartin in Das Geheimnis von Chateau Richmond und der urbritische Gentleman Phileas Fogg in Die Jagd nach der Hundertpfundnote, bei der, wie der Alternativtitel Die Reise um die Welt ahnen lässt, Jules Vernes Roman von 1873 Pate gestanden haben mag.
Auch später blieb Eichstaedt dem Genre treu, auch wenn sie darin nicht mehr als leading lady besetzt war, so z. B. 1920 im wiederum von Willy Zeyn inszenierten Film Kaliber fünf Komma zwei aus der Detektivreihe Joe Deebs. Darin gab sie nicht mehr die Detektivin, sondern die Schwester der Bankiersgattin Agnes. Den Detektiv spielte Carl Auen. Außerdem spielte sie im Joe-Jenkins-Detektivdrama Der Mitternachtsbesuch, ebenfalls 1920, bei dem Kurt Brenkendorf die Hauptrolle spielte und Adolf Gärtner Regie führte.
Mehrmals trat Eichstaedt auch in Urban-Gad-Filmen mit Asta Nielsen auf, etwa in Zapatas Bande (1913/14), Das Kind ruft (1913/14), Das Feuer (1914), Vordertreppe – Hintertreppe (1915) sowie Weiße Rosen (1916). In dem Film Die Schuld von Rudolf Biebrach war sie 1919 neben Henny Porten zu sehen.
Nach 1920 wurden ihre Engagements seltener. Ein letzter Kriminalfilm war Der Bekannte Unbekannte von 1922, in welchem sie in der Rolle der Maud zu sehen war. 1925 und 1927 spielte sie noch in zwei Filmen mit Maly Delschaft. Ihren letzten Auftritt hatte sie 1929 in Carl Boeses frühem Halbstarkenfilm Geschminkte Jugend in einer kleinen Rolle. In einem Tonfilm scheint sie nicht mehr mitgespielt zu haben.

## Filmografie
- 1913: Aus dem Leben eines Multimillionärs IV: Der Doppelgänger
- 1913: Der Herr der Welt
- 1913: Lincoln als Deckenläufer
- 1913: Das Teufelsloch
- 1913: Das Geheimnis von Chateau Richmond
- 1913: Der schwarze Diamant
- 1913: Die Jagd nach der Hundertpfundnote oder Die Reise um die Welt
- 1913: Radium
- 1913: Sacco, der Hungerkünstler (A7)
- 1914: Das Feuer
- 1914: Das Kind ruft
- 1914: Zapatas Bande
- 1915: Vordertreppe – Hintertreppe
- 1916: Weiße Rosen
- 1916: Die Gespensterstunde
- 1919: Die Schuld
- 1920: Der Mitternachtsbesuch
- 1920: Kaliber fünf Komma zwei
- 1920: Maulwürfe
- 1920: Moj
- 1922: Der Bekannte Unbekannte
- 1925: Die eiserne Braut
- 1927: Der Kavalier vom Wedding
- 1929: Geschminkte Jugend